# Trent Reznor
Michael Trent Reznor (født 17. maj 1965) er en amerikansk musiker, sanger, producent og multi-instrumentalist. Han er skaberen og primære kreative åre bag bandet Nine Inch Nails og har tidligere været med i grupperne Option 30 og Exotic Birds. 
I 2007 stoppede Reznor aftalen med Interscope Records, og er nu en uafhængig, usigneret musiker.
Reznor begyndte at skabe musik tidligt i sit liv, og han nævner sin beskyttede vestlige Pennsylvania barndom som en tidlig indflydelse. Efter at havde været involveret i en række synthesizer-baserede bands i midten af 80'erne, fik Reznor et job på Right Track Studios og begyndte at skabe sin egen musik efter studiets lukketid.
Reznors første udgivelse som Nine Inch Nails, Pretty Hate Machine, blev en kommerciel succes, og han har siden udgivet seks store studieudgivelser.
Uden for Reznors hovedprojekt, Nine Inch Nails, har han bidraget til mange andre kunstneres albums, herunder Marilyn Manson og mere aktuelle Saul Williams. I 1997 kom Reznor i Time Magazines liste over årets mest indflydelsesrige personer, og Spin magazine har beskrevet ham som "den mest vitale kunstner i musik."

## Nine Inch Nails
Nine Inch Nails' debutalbum, Pretty Hate Machine, blev udgivet i 1989. Det var en kommerciel succes og blev certificeret Gold i 1992. Da Reznors pladeselskab tvang ham til at producere en opfølgning på Pretty Hate Machine, med singler som skulle være for alle, valgte Reznor at løsrive sig fra kontrakten og søge efter et nyt.
For at et andet pladeselskab ikke skulle fatte mistanke, og kræve det samme, sendte Reznor materiale under et dæknavn og fik en kontrakt på TVT records som udgav Broken EP'en i 1992. I sommeren 1991 var Nine Inch Nails med under Lollapalooza-festivalen og vandt desuden en Grammy i 1993 via nummeret "Wish" fra Broken EP.
Nine Inch Nails' andet fuld-længde album, The Downward Spiral, opnåede en placering som nummer to på Billboard top 200 i 1994. Trods mange nyere albums, er dette album det mest solgte Nine Inch Nails-album i USA nogensinde. 
Nine Inch Nails turnerede i en udstrakt grad i løbet af de næste par år, herunder en koncert på Woodstock'94, hvor Reznor sagde til publikum, at han ikke kunne lide at spille store steder.
Fem år gik der før Nine Inch Nails' næste store album, The Fragile, som er en dobbelt-cd, debuterede i september 1999 som nummer et på Billboard, pladen solgte 228.000 eksemplarer i sin første uge og modtog gode anmeldelser. Seks år senere udgav bandet deres næste album  WITH TEETH, der også nåede toppen af Billboard.
Albummet blev skrevet og indspillet efter Reznors kamp med alkoholisme og stofmisbrug.
I 2007 udkom Nine Inch Nails' største studieudgivelse Year Zero.
Reznor har beskrevet Year Zero som et konceptalbum, der kritiserer den amerikanske regerings politik, og hvordan den vil påvirke verden 15 år i fremtiden.
I marts 2008 udgav Nine Inch Nails det instrumentale album Ghosts I–IV uden en pladekontrakt
I maj 2008 udgav Nine Inch Nails et studiealbum med titlen The Slip, lige nu kan den kun fås via digital download.